# Gålsjön (Lids socken, Södermanland)
Gålsjön är en sjö i Nyköpings kommun i Södermanland och ingår i Nyköpingsåns huvudavrinningsområde. Sjön har en area på 0,0533 kvadratkilometer och ligger 40,1 meter över havet.

## Delavrinningsområde
Gålsjön ingår i det delavrinningsområde (653174-156280) som SMHI kallar för Utloppet av Lidsjön. Medelhöjden är 40 meter över havet och ytan är 43,93 kvadratkilometer. Räknas de 46 avrinningsområdena uppströms in blir den ackumulerade arean 819,61 kvadratkilometer. Husbyån (Jättnaån) som avvattnar avrinningsområdet har biflödesordning 2, vilket innebär att vattnet flödar genom totalt 2 vattendrag innan det når havet efter 42 kilometer. Avrinningsområdet består mestadels av skog (55 procent) och jordbruk (19 procent). Avrinningsområdet har 7,43 kvadratkilometer vattenytor vilket ger det en sjöprocent på 16,9 procent.